# پال رومر
پال رومر (انگلیسی: Paul Romer؛ زادهٔ ۷ نوامبر ۱۹۵۵) دانشمند در زمینه علم اقتصاد اهل ایالات متحده آمریکا است.

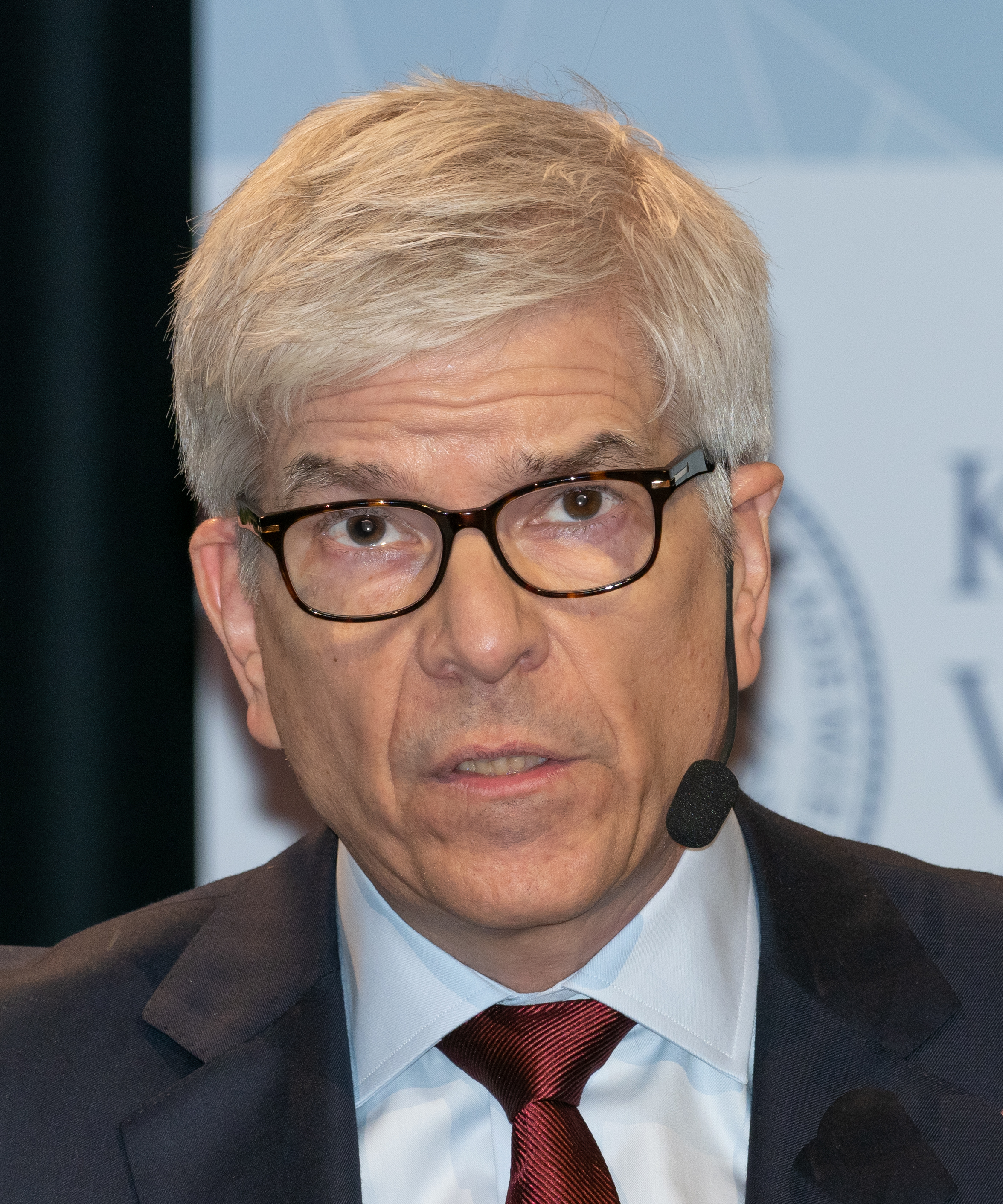
پال در سال ۲۰۱۸

وی همچنین برندهٔ جوایزی همچون جایزه یادبود نوبل علوم اقتصادی شده‌است.